# 松尾剛
松尾 剛（まつお つよし、1967年〈昭和42年〉10月27日 - ）は、NHK財団職員。元NHKのエグゼクティブアナウンサー。

## 人物
長崎県松浦市出身、佐賀県立伊万里高等学校を経て、筑波大学を卒業後、3年間のフリーター生活や留学生活を経て、1995年に27歳で入局。
2020年度から広島放送局に所属していたが、同局の早期退職制度を利用して2023年6月末で退局した。
NHK退局後はNHK財団の放送研修センター・ことばコミュニケーションセンターに所属のアナウンス研修講師として活動し、2023年7月17日には流通経済大学新松戸キャンパスのイベント「海の日アートフェス」には、皆川玲奈（TBSテレビアナウンサー）とともに読み聞かせワークショップに講師として参加している他、東京アナウンス室の業務補完としてラジオニュースを担当することがある。

## 嗜好・挿話
- 眼鏡をかけているが、コンタクトレンズを使用している。
- 東京アナウンス室異動後は、報道番組を中心に活動。『おはよう日本』の土日、平日5時台を経てメインキャスターである平日6 - 8時台を務め、髪を逆立てた風貌とオーバーアクションがNHKアナウンサーらしからぬ雰囲気を醸し出していた[1]。
- 2度目の東京異動後は報道から一転、スポーツ番組キャスターを担当し、『ニュース シブ5時』で再び報道・情報番組に復帰した[1]。
- 5年間担当した『ニュース シブ5時』を2020年3月をもって降板。4月の人事異動で広島放送局へ異動となった。
- 広島異動後は『お好みワイドひろしま』を担当した。
- 勤務地は東京アナウンス室を除くと、全て中国地方以西の放送局で勤務している。
- 好きな食べ物は、カレー、トンカツ、カツカレー。

## 現在の担当番組
- NHKニュース - ラジオニュース（全国・関東甲信越地方向け）
- まんまる（NHKラジオ第1放送、木・金曜日パーソナリティ）（2024年4月4日 - ）

## 過去の担当番組
宮崎放送局（1995年度 - 1999年7月）
- 宮崎県のニュース・中継・リポート

東京アナウンス室（1度目）（1999年8月 - 2007年度）
- 生活ほっとモーニング（リポーター：1999年9月9日 - 2001年度）
- 国会中継（2002年度）（ディレクター兼務）
- NHKニュース10（リポーター：2003年度）
- NHKニュースおはよう日本［キャスター］
  - 末田正雄の代理：2001年度・2003年度
  - 住田功一の代理：2002年度
  - 土曜・日曜・祝日：2004年度
  - 平日5時台、6時台：2005年度
  - 平日〔6:30 - 8:13〕 2006年度・2007年度

福岡放送局（2008年度 - 2010年度）
- 博多祇園山笠2009 進行（2009年7月15日早朝）
- 第45回衆議院議員総選挙 開票速報
- 九州沖縄スペシャル 緊急企画進行（2010年5月28日）

※緊急企画の内容は、初任地・宮崎県で放送当時蔓延していた口蹄疫に関するもの。
- ニュースなっとく福岡（メインキャスター：2008年3月31日 - 2011年3月10日）
- 九州沖縄インサイド（ビデオナレーション）

東京アナウンス室（2度目）（2011年度 - 2019年度）
- サタデースポーツ・サンデースポーツ（キャスター：2011年4月 - 2015年3月）
- ニュース シブ5時 メインキャスター（2015年3月30日 - 2020年3月27日）
- ラジオニュース（20:00 - 翌日8:30：ニュースシブ5時の休止中、不定期で夜勤シフトで担当することがある）
- ニュースチェック11（キャスター）（夏期休暇中の青井実の代理キャスター）（2017年8月7日 - 18日、2018年9月10日 - 21日）
- テレビ放送開始65周年 NHK×日テレ コラボデー（2018年9月22日）

広島放送局（2020年度 - 2023年6月）
- お好みワイドひろしま（メインキャスター：2020年3月30日 - 2023年5月26日）
- お好み845 （不定期）
- 参院広島再選挙2021 開票速報（2021年4月25日 - 26日未明）司会
- 『お好みワイドひろしま』が2020東京パラリンピックの放送の関係でキャスターを固定しない短縮版となった期間の2021年8月28日（土曜日） - 29日（日曜日）には、例外的に夜勤シフトで中国地方のニュース（日曜日の『NHKニュースおはようちゅうごく』を含む）を担当した。
- 東京2020オリンピック デイリーハイライト（NHK本部に応援。期間中と期間後夏季休暇時の『お好みワイドひろしま』は時間短縮日を含め、出山知樹など他のアナウンサーが担当）
- 参院選開票速報2022 広島選挙区 最新情報（2022年7月10日）司会
- おはよう中国（ラジオ第1）（2022年12月26日。『お好みワイドひろしま』が休止となる年末年始編成による措置）

NHK財団（2023年7月 - ）
テレビ
- 年末ジャンボ宝くじ抽せん会（司会：2023年12月31日、2024年12月31日）[4]

ラジオ
- 各局横断生放送 語れ！ラジオの魅力 （出演：2024年3月20日）
- NHKラジオニュース（2024年3月27日）
- TM NETWORK 40 Special 〜電気じかけの予言者たち〜（ナレーション：2024年4月29日）

その他
- 流通経済大学「海の日アートフェス」in 新松戸 読み聞かせワークショップ（2023年7月17日）[5]
- 「食で世界を応援プロジェクト」第4回インスタライブ（司会：2023年9月24日）[6][7][8]
- NHK財団放送研修センター / 話し方を学ぶ 企業･自治体 研修 教育現場を応援（講師：不定期）[9]
- デフ・ヴォイス　法廷の手話通訳士　トークイベント at 中央大学（司会：2023年12月17日）[10]
- 松村邦洋さんスペシャルトークショー in 静岡県浜松市（聞き手：2023年12月3日）[11]
- 「食で世界を応援プロジェクト」拡大版インスタライブ（司会：2024年1月27日）[12][13]